# Нова Народна Армія
Нова Народна Армія (ННА) (філіп. Bagong Hukbong Bayan) — збройне крило Комуністичної партії Філіппін. Було створене 29 березня 1968 року. Маоїстська ННА веде збройну партизанську боротьбу на основі стратегічної лінії затяжної народної війни.

## Формування
Походження ННА можна простежити від Хукбалахап, збройного крила раніше створеної про-радянської Філіппінської Комуністичної партії. Хукбалахап спочатку воював проти Японської окупації Філіппін під час Другої світової війни. Під керівництвом Луїса Тарука і Генерального секретаря Комуністичної партії Хосе Лава, Хукбалахап продовжив партизанську війну проти Сполучених Штатів і першого незалежного уряду президента Рамон Магсайсай до 1954, коли Хукбалахап зазнав поразки. До початку 1960-х років комуністичний рух зазнав занепад.
Після радянсько-китайського розколу, комуністичні партії по всьому світу розокремились у про-радянські і маоїстські групи. Розкол КПФ відбувся 26 грудня 1968, було утворено дві партії — про радянська партія стала зватися Partido Komunista ng Pilipinas-1930 й КПФ 1968 — маоїстська. Три місяці по тому, 29 березня 1969 року, КПФ (маоїстська) реформувала Хукбалахап, і перейменувала її у Нову Народну армію, в зв'язку з річницею з дня початку партизанського опору проти імператорської Японії — 1942. Армія була створена, коли Хосе Марія Сисон зустрівся з головою Хукбалахап, Бернабе Бускайно, також відомого як «командувач Данте».
ННА прямуюча шляхом моїзму, стверджуює, що бореться за ідеологічну концепцію «Нової демократії». Починаючи з 60 вояків і 34 гвинтівок, ННА швидко поширилася по всіх Філіппінах під час диктатури Фердинанда Маркоса. Після оголошення воєнного стану 21 вересня 1972, тисячі студентів вступили до лав ННА. Президент Маркос скасував воєнний стан 17 січня 1981.
На своєму піку, на початку 1980-х років налічувалося понад 25000 бійців. Наразі, оцінюються в 8000 вояків.
ННА була класифікована як терористична організація у США.

## Друга Велика Реформа Руху
У 1990-х, внутрішня критика помилок 1980-х призвело до Другої Великої реформи руху, в 1992 і головним чином завершена в 1998, що призвело до відродження філіппінської революції. Друга Велика Реформа призвела до масових внутрішніх чисток руху, загинули тисячі партизанів через звинувачення що вони є агентами глибокого проникнення збройних сил Філіппін і філіппінської розвідки. ННА воює головним чином в сільських районах і її цілі є політики, військові, поліціянти, злочинці, поміщики, власники бізнесу, а іноді й агенти США на Філіппінах. ННА воює в 69 з 81 філіппінських провінцій з 1969 року. Сорок тисяч осіб загинули в результаті конфлікту.

## Амністія
5 вересня 2007 президент Глорія Макапагал-Арройо підписала амністію для членів Комуністичної партії Філіппін і її збройного крила, Нової народної армії; інших комуністичних повстанських груп і їх провідної організації, Національного Демократичного Фронту. Амністія охопила всі статті «переслідування за політичні переконання», але не включала статті про злочини проти цнотливості, зґвалтування, тортури, викрадання людей з метою викупу, споживанням та обіг наркотиків та інші злочини в особистих цілях і порушення міжнародного права.

## Іноземна присутність
Арешт маоїстських партизанів індійськими силами безпеки свідчить про те, що повстанці ННА присутні в Індії як радники наксалітів.